# Bomba submergible

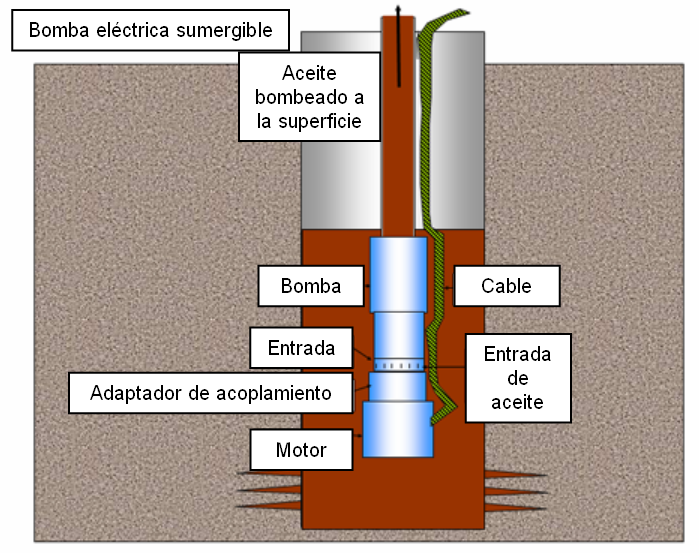
Parts d'una bomba submergible utilitzada per bombar oli

Una bomba submergible és una bomba que té un impulsor segellat a la carcassa. El conjunt se submergeix en el líquid que es vol bombar. L'avantatge d'aquest tipus de bomba és que pot proporcionar una força d'elevació significativa, ja que no depèn de la pressió d'aire externa per fer ascendir el líquid.

## Característiques i funcionament
S'utilitza un sistema de segellat mecànic per prevenir que el líquid que es bomba entri en el motor i causi un curtcircuit. La bomba es pot connectar amb un tub, una mànega flexible o baixar cap a sota dels carrils o dels filferros de guia de manera que la bomba sigui "un acoblador del peu dels plats", connectant-la així amb la canonada de sortida.

## Aplicacions
Les bombes submergibles tenen moltes utilitats. Les bombes d'etapa simple s'utilitzen per al drenatge, el bombament d'aigües residuals, el bombament industrial general, etc. Les bombes submergibles es col·loquen habitualment a la part inferior dels dipòsits de combustible i també s'utilitzen per a l'extracció d'aigua de pous d'aigua.
Les bombes submergibles també s'utilitzen en dipòsits de combustible. Augmentant la pressió en el fons del dipòsit, es pot elevar el líquid més fàcilment que aspirant-lo (succió) des de dalt. Els models més avançats inclouen un separador d'aigua/oli que permet reinjectar l'aigua al jaciment sense necessitat de pujar-la a la superfície.
El sistema consisteix en un nombre de rodets giratoris instal·lats en sèrie per augmentar la pressió. L'energia per fer girar la bomba prové d'una xarxa elèctrica d'alta tensió que acciona un motor especialment dissenyat per treballar a temperatures de fins a 150 °C.
Cal una atenció especial pel que fa al tipus de bomba submergible utilitzat quan s'usen certs tipus de líquids. En la majoria de les aplicacions s'utilitzen motors asíncrons de corrent altern que accionen una bomba centrífuga radial, que pot ser de diverses etapes connectades en sèrie. Les bombes submergibles poden treballar també amb canonada d'aspiració, col·locant la bomba per sobre del nivell del dipòsit. No obstant això, per funcionar han d'estar encebades, és a dir, amb aigua, de manera que la columna d'aigua comuniqui la bomba amb el dipòsit. La canonada d'aspiració no pot ser excessivament alta perquè no disminueixi excessivament la pressió a la bomba i evitar la cavitació. El líquid bombat, en circular al voltant del motor, també el refrigera. A més, si la bomba està situada fora del dipòsit, existeix la possibilitat que es produeixin fuites de gasolina i es pugui causar un incendi. Alguns tipus de bomba no estan preparats per a certes aplicacions, com el bombament d'aigua calenta o líquids inflamables.